# Gábor Gönczy
Gábor Gönczy (Budapest, 25 de agosto de 1986) es un deportista húngaro que compitió en piragüismo en la modalidad de aguas tranquilas. Ganó una medalla de plata en el Campeonato Europeo de Piragüismo de 2009, en la prueba de K2 1000 m.

## Palmarés internacional
| Campeonato Europeo | Campeonato Europeo     | Campeonato Europeo | Campeonato Europeo |
| Año                | Lugar                  | Medalla            | Competición        |
| ------------------ | ---------------------- | ------------------ | ------------------ |
| 2009               | Brandeburgo (Alemania) | Medalla de plata   | K2 1000 m          |